# Edward G. Coffman Jr.
Edward Grady "Ed" Coffman Jr. (sinh ngày 16 tháng 8 năm 1934) là một nhà vận trù học, khoa học máy tính và là chuyên gia về kỹ thuật điện người Mỹ nổi tiếng qua việc đề ra thuật toán Coffman–Graham.

## Sự nghiệp
Coffman khởi đầu sự nghiệp là một lập trình viên hệ thống làm việc tại công ty System Development Corporation (SDC) trong giai đoạn 1958–1965. Ông có bằng Tiến sĩ Kỹ thuật tại tường UCLA vào năm 1966 và còn đảm nhiệm hàng loạt chức vụ tại Đại học Princeton (1966–1969), Đại học Tiểu bang Pennsylvania (1970–1976), Đại học Columbia (1976–1977), và Đại học California, Santa Barbara (1977–1979).
Năm 1979, ông gia nhập Trung tâm Toán học tại Phòng thí nghiệm Bell và công tác tại đây cho đến khi nghỉ hưu với tư cách là Nhân viên Kỹ thuật Xuất sắc 20 năm sau đó. Sau một năm làm việc tại Viện Công nghệ New Jersey, ông trở lại Đại học Columbia vào năm 2000 phụ trách việc giảng dạy các chuyên ngành Kỹ thuật điện, Khoa học máy tính và Kỹ thuật Công nghiệp và Vận trù học.
Coffman nghỉ dạy năm 2008 và hiện là Giáo sư danh dự vẫn tham gia nghiên cứu và hoạt động chuyên môn trong lĩnh vực của mình.

## Nghiên cứu
Coffman vốn nổi danh với công trình nghiên cứu tầm cỡ cùng sự hợp tác quốc tế của ông, một phần được đo lường bởi khoảng 150 đồng tác giả trong bộ sưu tập các ấn phẩm của ông. Công trình của ông có thể được tìm thấy qua hơn 180 bài viết trên các tạp chí kỹ thuật dành cho những đóng góp nghiên cứu ban đầu. Ông đã xuất bản 4 cuốn sách giáo khoa trình độ sau đại học, và các bài báo trong kỷ yếu của khoảng 250 hội nghị và hội thảo, hầu hết trong số này là bản thảo của các bài báo đăng trên tạp chí.
Trong nghiên cứu của mình, Coffman là một nhà tổng quát học đi theo nhiều con đường song song trong kỹ thuật và toán học ứng dụng. Hướng đi mà ông đã thực hiện dựa trên các công cụ tối ưu hóa tổ hợp và lý thuyết thuật toán, cùng với các quy trình xác suất và ngẫu nhiên được ứng dụng. Các quy trình được nghiên cứu bao gồm các quy trình trong lý thuyết về lập lịch trình, đóng gói thùng, lựa chọn tuần tự, đồ thị và phân bổ động, cùng với các quy trình trong xếp hàng, bỏ phiếu, đặt chỗ, máy chủ di chuyển, mạng và hệ thống quy tắc cục bộ phân tán (ví dụ: dữ liệu tự động di động).
Những đóng góp của ông được phân chia giữa cơ sở toán học và việc thiết kế và phân tích thuật toán xấp xỉ, cung cấp cơ sở cho giải pháp kỹ thuật đối với các bài toán NP-khó. Các ứng dụng kỹ thuật máy tính và mạng có phạm vi rộng; danh sách một phần bao gồm nghiên cứu giải quyết các vấn đề trong chức năng lập lịch và phân bổ lưu trữ của hệ điều hành máy tính, kiến trúc lưu trữ, cấu trúc dữ liệu, các vấn đề về thời gian máy tính như deadlock và đồng bộ hóa, tắc nghẽn Internet, mạng chia sẻ tệp ngang hàng, hợp nhất luồng, quy trình tự sắp xếp của máy tính phân tử, thuật toán tối giản trong mạng cảm biến, chuyển mạch cụm quang học và quản lý phổ động trong mạng nhận thức. Danh sách mở rộng rất nhiều khi bao gồm vô số các ứng dụng trong kỹ thuật công nghiệp và vận trù học đến từ nghiên cứu của Coffman trong việc lập lịch trình và lý thuyết đóng gói thùng trong một và hai chiều. Tính đến ngày 11 tháng 11 năm 2015, các tác phẩm của ông được trích dẫn 13.597 lần và có chỉ số h là 55.
Coffman đã tích cực hoạt động chuyên môn trong một số ban biên tập, hàng chục ủy ban chương trình kỹ thuật, thiết lập các chương trình nghiên cứu trong các hội thảo của Hội đồng Nghiên cứu Quốc gia, đồng sáng lập Hội nghị chuyên đề về Nguyên tắc Hệ điều hành và các nhóm quan tâm đặc biệt về đánh giá hiệu suất của cả ACM và IFIPS.

## Ấn phẩm
- 1964, chủ biên cùng Jules Schwartz và Clark Weissman.  "A General Purpose Time-Sharing System".  Spartan Books.[2]
- 1973, viết chung với Peter Denning.  Operating Systems Theory.  Prentice-Hall.